# الرقابة في أستراليا
يُطلق على الرقابة في أستراليا اسم التصنيف والمواد، على الرغم من منحها تقنيًا تصنيف استشاري، يمكن رفض التصنيف (التصنيف المنسق) بشكل رسمي مما يؤدي إلى حظر المواد من البيع أو العرض أو غير ذلك. يحتوي النظام أيضًا على عدة مستويات من الفئات «المقيدة»، والتي تحظر بيع أو عرض أو استخدام بعض المواد لأولئك الذين تقل أعمارهم عن سن محددة. تعتبر الرقابة على ألعاب الفيديو ومواقع الإنترنت المستضافة في أستراليا هي الأكثر صرامة في العالم الغربي.
تُعتبر أستراليا اتحادًا فيدراليًا، وتنقسم مسؤولية الرقابة بين الولايات والحكومة الفيدرالية. يتمتع البرلمان الاتحادي بموجب الدستور الأسترالي بسلطة سن القوانين المتعلقة بالاتصالات والجمارك. يمكن للحكومة الفيدرالية بموجب سلطة الاتصالات تنظيم وسائط البث (التلفزيون والإذاعة)، والخدمات عبر الإنترنت (الإنترنت)؛ وبموجب سلطة الجمارك استيراد/ تصدير المواد المطبوعة والتسجيلات السمعية البصرية وألعاب الحاسوب. إن إنتاج وبيع المطبوعات والتسجيلات الصوتية المرئية وألعاب الكمبيوتر داخل أستراليا وحدها تقع على عاتق الولايات.
وافقت الولايات والأقاليم والحكومة الفيدرالية على إنشاء مخطط تصنيف وطني تعاوني لتقليل الازدواجية وضمان بعض الاتساق الوطني. بموجب هذا المخطط، يضع مجلس التصنيف الأسترالي (هيئة اتحادية) التصنيفات. يفرض القانون الاتحادي هذه التصنيفات فيما يتعلق بالجمارك والخدمات عبر الإنترنت. وفقًا لقانون خدمات البث لعام 1992، فإن مجلس الإدارة غير مسؤول عن تصنيف المواد على وسائط البث، بل تقوم هيئة الاتصالات والإعلام الأسترالية بهذه الوظيفة.
نظرًا لعدم تمتع البرلمان الاتحادي بسلطة تجريم البيع أو عرض المواد المطبوعة داخل الولايات أو الأقاليم، كجزء من المخطط، فقد أقروا قوانينهم الخاصة التي تجرم هذا البيع والعرض. على الرغم من قيامهم بتفويض مسئوليتهم الرقابية بشكل عام إلى الكومنويلث، إلا أنهم يحتفظون بالحق القانوني في حالات محددة لكل من:
- إعادة تصنيف الأعمال.
- حظر الأعمال التي سمح بها مجلس التصنيف، أو
- السماح بالأعمال التي يحظرها مجلس التصنيف.

تطبق الحكومية الفيدرالية وحكومات الولايات والأقاليم الثمانية قوانين التصنيف، لذا فإن أي تطبيق للقوانين في حال اعتقال ومحاكمة أي شخص ينتهك هذه القوانين يتطلب اتخاذ إجراء من جانب الشرطة الفيدرالية وحكومات الولايات.

## التاريخ
لم يمنع كتاب «عشيق الليدي تشاترلي» من الاستيراد إلى أستراليا في عام 1929 فقط، بل حُظر أيضًا كتاب يصف المحاكمة البريطانية «محاكمة الليدي تشاترلي» في عام 1964. هُربت نسخة من الكتاب إلى البلاد، ثم نُشرت محليًا في عام 1965 لتجاوز حظر الاستيراد الفيدرالي. أدت تداعيات هذا الحدث في نهاية المطاف إلى تخفيف الرقابة على الكتب في البلاد.
ولكن بقيت العديد من الكتب والمسرحيات والأفلام محظورة. في أواخر عام 1969، أُعلن كتاب «شكوى بورتنوي» كـ «استيراد محظور» في أستراليا، وعلى الرغم ذلك قاوم دار بنجوين للنشر هذا الحظر واحتفظ بالعديد من النسخ بسرية وخزّنها في أسطول من الشاحنات المتحركة. فشلت عدة محاولات لمقاضاة بنجوين وأي بائع كتب يملك الكتاب.
شُكّل مجلس التصنيف الأسترالي في عام 1970. وهي هيئة اتحادية تتمتع بسلطة تصنيف (ورفض تصنيف) جميع الأفلام (وبدءًا من عام 1994، ألعاب الفيديو). بين عامي 1994 و2005 أشرف مكتب تصنيف الأفلام والأدب على مجلس التصنيف الأسترالي. وفي عام 2007 حُل مكتب تصنيف الأفلام والأدب وأصبح قسم النائب العام مسؤولًا عن مجلس التصنيف الأسترالي. شهد عام 1993 ظهور تصنيف MA15+ (وجود بالغ برفقة من يبلع عمرهم 15 سنة أو أقل) لسد الفجوة بين تصنيف M (بالغ بعمر 15 أو أكثر) وتصنيف R18+ (بالغ بعمر 18 أو أكثر) نظرًا لشكاوى على أفلام مثل (صمت الحملان 1991) لكونه قويًا جدًا ليصنف M وليس قويا كفاية ليُصنف R18+.

## الوضع الحالي
اعتبارًا من عام 2015، اعتُبرت الرقابة إلى حد كبير من اختصاص مجلس التصنيف، وهو هيئة قانونية تعمل بشكل مستقل عن الحكومة الفيدرالية.
الفشل في الحصول على التصنيف هو حظر ضمني (باستثناء الأفلام والألعاب المعفاة، والمنشورات التي لا يكفي محتواها لتقييد البالغين)، وفي بعض الأحيان ترفض لجنة التصنيف تقديم تصنيف. يجب تقديم جميع الأفلام الروائية ومقاطع الفيديو وألعاب الكمبيوتر والمجلات التي تحتوي على محتوى جنسي للنشر التجاري إلى هذه الهيئة، المؤلفة من «ممثلي المجتمع» الذين تعينهم الحكومة لمدة ثلاث أو أربع سنوات.
بعض الأفلام (تلك المصنوعة لأغراض تعليمية أو تدريبية، على سبيل المثال) معفاة من التصنيف وفقًا لشروط معينة.
يجب أن تقدم المهرجانات والمؤسسات السينمائية مثل (المركز الأسترالي للصور المتحركة) إلى مجلس التصنيف لاستثناء الأفلام المستعملة في برنامجهم المقترح من التصنيف لغرض عرضها في مهرجان أو حدث سينمائي معين. إذا كان مجلس التصنيف يعتقد أن هناك عملًا غير مصنف سيحصل على تصنيف X18+ في حال صُنف، فإنه لن يُعطى استثناءً للعرض أمام العامة، باعتباره عملًا بتصنيف X18+ (لا يمكن عرضه). قد يُطلب في المهرجانات السينمائية الدخول المقيد حسب العمر للمهرجان أو العرض.
بالإضافة إلى مجلس التصنيف، تنشط هيئة الاتصالات والإعلام الأسترالية أيضًا في تقديم توصيات ووضع مبادئ توجيهية للرقابة الإعلامية. لقد نشأ الارتباك مؤخرًا بين الهيئات بسبب الرقابة على محتوى الهاتف المحمول.
مجلس التصنيف ليس مسؤولًا عن تصنيف البرامج التلفيزيونية. تنظّم الهيئة الأسترالية للاتصالات والإعلام محتوى التلفاز التجاري المجاني الخاضع للتنظيم الصناعي بموجب قانون ممارسات التلفزيون التجاري الأسترالي. ومع ذلك، فإن مجلس التصنيف يدير تصنيف البرامج التلفزيونية المتعلقة بالبيع الخاص باستخدام نفس فئات التصنيف والرسومات الاستشارية مثل الأفلام الروائية.

## مناطق الرقابة الأخرى

### التلفاز
يجب أن يكون لدى كل من التلفزيون المجاني والمأجور مدونات ممارسة معتمدة من هيئة الاتصلات والإعلام الأسترالية.
تستطيع القنوات المأجورة عرض المواد المدرجة تحت تصنيف R18+ ولكن يجب أن تضمن أن المواد مقيَّدة للوصول من قِبل الأشخاص الذين لديهم أجهزة تعطيل مناسبة.
بالممارسة العملية، المواد ذات تصنيف R18+ تظهر على قنوات الكابل للبالغين فقط ولكن أيضًا في بعض الأحيان على قنوات الأفلام العالمية باللغة الأجنبي. يمكن أن تظهر المواد الإباحية المصنفة X18+ قانونيًا في قنوات الكابل الأسترالية.

### الكتب
تصنيف الكتب في أستراليا ضعيف بطبيعته، نظرًا للبيان الوارد في قانون التصنيف لعام 1995 والذي يقتضي بأن «المنشورات التي يمكن تقديمها» هي فقط التي يمكن مراقبتها.
يتطلب هذا أن يتضمن المنشور محتوى:
- سيؤدي على الأرجح إلى رفض تصنيف المنشور.
- من المحتمل أن يتسبب في إهانة شخص بالغ عاقل ودار النشر التي تحتاج إلى تقييد على هذا الأساس
- غير مناسب للقاصرين للقراءة أو الرؤية.

عادة ما تُحظر أنواع معينة فقط من المواد الإباحية الممنوعة، والمواد المشجعة بشكل خطير على الجريمة، والتعليمات المتعلقة بالانتحار والأدب التحريضي من المنشورات في أستراليا.
على الرغم من أن المبادئ التوجيهية لمجلس التصنيف الأسترالي تنص على أنه «يجب أن يكون للكبار القدرة على قراءة والاستماع إلى ورؤية ما يريدون»، إلا أنه يبدو أن العديد من الكتب محظورة أو صُنفت بشكل مقيد لمجرد أنها قد تسيء إلى شرائح معينة من السكان.
المنشورات التي تتعرض للهجمات المتكررة بشكل خاص، هي الكتب التي تحتوي على الشبقية، وتلك المتعلقة بالمخدرات غير القانونية، وتلك التي تناقش قضايا نهاية الحياة (خاصة تلك التي تناقش أو تتغاضى عن المساعدة على الانتحار). على سبيل المثال، في ديسمبر 2006 صنف مجلس التصنيف الأسترالي كتابًا عن القتل الرحيم (دليل الحبة المسالمة) X18+ وتمت الموافقة على نشره. بعد شهر، بناءً على استئناف من المدعي العام الأسترالي فيليب رودوك ومنظمة حق الحياة في نيو ساوث ويلز، راجع مجلس تصنيف الأدب تصنيف الكتاب وأعاد تصنيفه RC (التصنيف مرفوض).
تُطبَّق تصنيفات المنشورات بشكل شائع على المجلات ذات التصوير المرئي للعُري أو النشاط الجنسي، مثل العديد من مجلات الرجال. من غير المألوف أن تظهر هذه التصنيفات في الكتب، حتى تلك التي تتناول موضوعات للبالغين، باستثناء الحالات الأكثر إثارة للجدل.
تخضع الفئات المحظورة لقيود متنوعة في حالات مختلفة، على سبيل المثال، قد تُباع فئة أو كلا الفئتين فقط في أماكن للبالغين فقط في بعض الولايات. لهذا السبب، تُنشر بعض المجلات الخاصة بالبالغين في نسختنين في أستراليا، أو في نسخة واحدة معدلة يمكن بيعها في أي مكان آخر، مع تحذير «للبالغين بدون قيود».